# Malanea gabrielensis
Malanea gabrielensis är en måreväxtart som beskrevs av Johannes Müller Argoviensis. Malanea gabrielensis ingår i släktet Malanea och familjen måreväxter. Inga underarter finns listade i Catalogue of Life.